# Câmara de Lobos

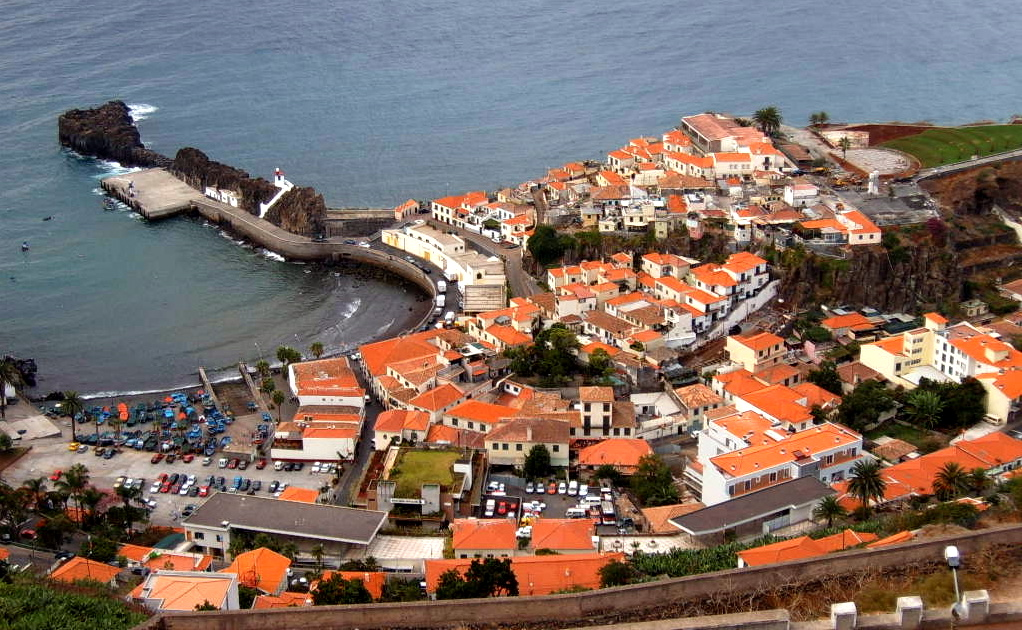
Câmara de Lobos (Madeira)

Câmara de Lobos este un oraș de pe insula Madeira, Portugalia.
Localitatea a devenit cunoscută prin faptul că aici și-a petrecut unele concedii fostul premier englez Winston Churchill.
Fotografia alaturată s-a realizat de pe stânca abruptă învecinată Cabo Girão, a doua klippă ca înălțime din lume (580 m).